# Авиньонское общество
Авиньо́нское о́бщество (фр. Illuminés d’Avignon, Illuminés du Mont-Thabor, также известное как Новый Израиль, Народ Божий, Общество Грабянки) — оккультное общество, существовавшее в Авиньоне в конце XVIII века, и, затем, возродившееся в Санкт-Петербурге в начале XIX века. Было основано бывшими священниками Антуаном-Жозефом Пернети и Луи-Жозефом-Филибером Бернаром де Морво (младшим братом Гитона де Морво). Во главе общества долгое время стоял польский граф Тадеуш Грабянка, распространявший его идеи в высших слоях разных стран Европы. Идеология общества основана на синтезе оригинальных идей с компонентами мартинистской и розенкрейцерской систем. Некоторые исследователи также отмечают влияние идей Сведенборга.

## История общества

### В Берлине
Когда Пернети́ бежал от инквизиции из Авиньона, он укрылся в Берлине; Фридрих II назначил его хранителем королевской библиотеки. Там он познакомился с другим французским библиотекарем Гитоном де Морво. Проникшись идеями шведа Сведенборга, они основали, вместе с польским графом, вносившим денежное участие, Т. Грабянкой (1740—1807), герметическое общество с масонскими обрядами. Их прозелитизм не нравился Фридриху; по его указу от 22 июня 1784 года общества, не разрешённые правительством, были распущены. В конце того года французские иллюминаты вернулись в отечество.

### В Авиньоне
Вернувшись в конце 1784 года в Авиньон, Пернети нашёл пристанище у богатого землевладельца маркиза Vaucroze в одном из своем поместий, а именно в Бедарриде, где был создан «храм на горе Фавор» (Temple du Mont Thabor) и оборудована алхимическая лаборатория.
В Авиньоне братство поддерживало партию за политическую автономию Авиньона; во время республиканского террора скрывало подозрительных лиц и священников; кормило многие семейства, пострадавшие при разлитии Роны.
28 октября 1799 года царь братства — Грабянка, единственный оставшийся в живых из трёх основателей, закрыл храм, якобы за грехи его членов.

### В Санкт-Петербурге
Грабянка переехал в Санкт-Петербург, воссоздал братство, действовавшее там с 1805 по 1807 годы как Общество Грабянки (другие названия: Авиньонское общество Новый Израиль и Народ Божий).
Совет семи больше не объявлял новым членам свои основные догматы, но признавал своей целью второе и близкое пришествие Иисуса Христа (Грабянка назначил конец мира на 1835 год); настаивал на прямом контакте с духовным миром и самим Богом, обещал открытие всех таинств и секретных знаний. У Грабянки была также политическая цель достичь польского престола.
В 1807—1808 годах члены братства был задержаны властями. Следственное дело называлось «Дело о графе Грабянке, секретаре его (толкователе снов) французе Симонине (живёт в Михайловском замке у полковника П. Ушакова, учителя великих князей Николая Павловича и Михаила Павловича), камердинере Франциске Леймане (живёт у графини Жанет Тарновской в д. Сарвержиц близ города Кременца), обвинённых в принадлежности к тайному обществу людей Нового Израиля или Нового Иерусалима, известного во Франции под названием Авиньонского общества».

#### Догматы учения
Основные догматы учения были заимствованы из христианства, но с некоторыми изменениями; вместо троицы братья почитали божественную четверицу, дополненную девой Марией. Они верили в божественное основание братства и в непосредственное сообщение с божеством через пророчества, сны и видения; называли себя «народом божьим» и «новым Израилем».

#### Организация
Высшим лицом в братстве Грабянки, облечённым безусловной властью, был царь нового Израиля; он толковал изречения пророков, был выше закона, и прочие члены (fidéles sujets) не могли даже в мыслях осуждать царя. Его называли «возлюбленным первенцем Бога и Марии», «сыном ученицы Вышнего», «отцом премудрости, в котором живёт глас божий». Ему приписывали дар творить чудеса; при совершении обрядов служили ему на коленях; кланялись ему в землю; просили его благословения.
За царём следовал Совет семи, состоявший из первосвященника, великой матери, представлявшей Богородицу, великого пророка, толкователя снов, и ещё двух членов.
Братство имело свой календарь из 13 лунных месяцев. В последний из них великая матерь отправляла богослужение вместо первосвященника. До открытия храма богослужения проводились на возвышенных местах: на земле чертили фигуры, разводили огни, производились курения и произносились заклинания. С устройством храма, наподобие соломонова, в святилище допускались лишь главные лица, там находился престол с четырьмя крестами, по числу лиц четверицы, и светильник с семью свечами. В храме приносили жертву — хлеб и вино, причём служили католическую обедню и причащались. Водосвятие состояло в погружении креста и обмакивания пальца в сосуд с вином, изображавшим кровь Христа.
С особым торжеством совершали обряд царской вечери. В такой день отпускали за особой обедней все грехи; вечером все садились за стол, царь изображал собой Иисуса; все были в стихирях и клобуках, первосвященник — в нарамнике. Царю прислуживали на коленях, ходили вокруг стола, прогоняли сатану, жгли фимиам, стоя с жезлами в руках и подпоясавшись; ели пасху — жареного ягнёнка, не оставляя ничего, а кости сжигали.
Один из оракулов предписывал членам братства публично демонстрировать свою принадлежность к Католической церкви, к которой они себя причисляли, но по сути осуждали. Члены секты не имели права служить какому-либо правительству. Деятельность общества также включала алхимию и сношение с духами.

## Члены общества
- Отавио (Октавио) Капелли (стал впоследствии врагом общества) имел патент на звание русского офицера; был арестован римской инквизицией в 1790 году и приговорён к семилетнему заключению за вероотступничество и за пользование покровительством Калиостро, но через год был отпущен; арестован вновь и повешен в Риме в 1800 году[2]; на казнь русского офицера Павел I отозвался высылкой папского нунция из России;
- французский дипломат барон Мари Даниэль Бурре́ де Корберо́н (Bourrée, baron de Corberon, 1748—1810);
- Доттиньи, великая матерь, в Петербурге жившая у Плещеевой и Нарышкина[2];
- принц Фердинанд Вюртембергский с супругой[2];
- Берж, великий пророк[2];
- Алавер, великий пророк, затем первосвященник[2].

Российские:
- адмирал Плещеев; Н. В. Репнин, П. И. Озеров-Дерябин, А. А. Ленивцев и М. А. Ленивцев; государственные деятели А. Н. Голицын, Р. А. Кошелев и др.